# Константынув (Плоцкий повет)
Константынув (пол. Konstantynów) — деревня в Плоцком повете Мазовецкого воеводства Польши. Расположена примерно в 84 километрах к западу от Варшавы.
В Константынуве в 1974—1991 годах стояла Варшавская радиомачта, в то время — самое высокое сооружение в мире. Мачта рухнула во время ремонтных работ 8 августа 1991 года. Погибших и раненых при обрушении не было.